# Rodney Robert Porter
Pour les articles homonymes, voir Porter.
Rodney Robert Porter (8 octobre 1917 - 7 septembre 1985) est un biochimiste anglais prix Nobel de physiologie ou médecine en 1972 pour la détermination de la structure chimique d'un anticorps.

## Biographie
Porter naît à Newton-le-Willows dans le Lancashire en Angleterre. Il reçoit son baccalauréat universitaire ès sciences de l'université de Liverpool en 1939. Durant la Seconde Guerre mondiale, il participe à l'invasion de l'Algérie en 1942, puis à celle de la Sicile et de l'Italie. Il quitte l'armée début 1946 après être allé en Autriche et en Grèce.
En 1948, il obtient son doctorat dans le domaine de la biochimie à l'université de Cambridge. Il travaille au National Institute of Medical Research de 1949 à 1960 avant de rejoindre l'école médicale du St Mary's Hospital où il occupe la chaire Pfizer d'immunologie. En 1967, il est engagé comme professeur de biochimie à l'université d'Oxford.
En 1972, Porter reçoit, avec Gerald Edelman, le prix Nobel de physiologie ou médecine « Pour leurs découvertes concernant la structure chimique d'un anticorps ».
Porter meurt dans un accident de la circulation en 1985.

## Recherches

Les 4 chaînes polypeptides constituant un anticorps, en rouge les ponts disulfures liant les chaînes.

Alors que la nature protéinique des anticorps est déjà établi, leur structure exacte est inconnue. Porter au départ considère qu'un anticorps est composé d'une seule chaîne peptidique. En 1958 et 1959, il montre qu'un enzyme, la papaïne, permet de découper un anticorps provenant d'un lapin en trois parties. Une des trois portions cristallise et Porter pense d'abord qu'elle est due à un artefact de la méthode de préparation. De son côté Gerald Edelman, entre 1959 et 1961, montre que les anticorps humains sont composés de chaînes peptidiques multiples liées entre elles par des ponts disulfures.
Porter à partir de cette découverte utilise des techniques connues de réduction du pont disulfure pour fragmenter un anticorps en quatre parties, deux semblables de 20 000 uma environ et deux autres semblables de 50 000 uma. Des analyses supplémentaires le conduisent à postuler la structure d'un anticorps.